# Monastère Saint-Jean-de-Dailam
Le monastère Saint-Jean-de-Dailam (dayra d'Mor Yoḥannan Daylamáyá, ou encore dayrá naqortáyá, en syriaque : ܕܝܪܐ ܢܩܘܪܬܝܐ ; en arabe : دير ناقورتايا) est un monastère syriaque orthodoxe qui se trouve dans le Nord de l'Irak, à 3 kilomètres au nord de la ville de Qarakoch (Bakhdida), dans la province de Ninive. Il dépend de l'éparchie (diocèse) de Mossoul.

## Historique
La fondation du monastère est attribuée à saint Jean de Dailam (Yoḥannan Daylamáyá) qui évangélisait la région au VIIe siècle et qui s'efforçait de ramener les nestoriens à l'Église syriaque orthodoxe (jacobite)
La mention écrite la plus ancienne du monastère remonte à la fin du IXe siècle. Il a été de nouveau consacré en 1115 selon une source manuscrite syriaque. Bar Hebraeus rapporte que les Kurdes ont pris d'assaut le monastère en 1261. Ils l'ont incendié et ont massacré ses moines.
Le monastère est reconstruit en 1563. La majorité des habitants de Bakhdida (Qarakoch) passe au XVIIIe siècle à l'Église syriaque catholique ; mais le monastère demeure dans l'Église syriaque orthodoxe, et il est finalement déserté. Il est presque entièrement détruit au XIXe siècle par les autorités musulmanes. En revanche, il est visité chaque année par les pèlerins pour la fête de saint Jean de Daiman, le dernier vendredi du mois de mars, et réunit alors des milliers de fidèles, jusqu'à nos jours.
Le monastère a été reconstruit de nouveau en 1998.
La région fut sous la mainmise de l'État islamique de 2014 à 2017, obligeant tous les chrétiens à s'enfuir.